# PAE Véria
Az PAE Véria (görögül: Ποδοσφαιρική Ανώνυμη Εταιρεία Βέροια, magyar átírásban: Podoszferikí Anónimi Etería Véria) görög labdarúgócsapat melynek székhelye Véria városában található. Jelenleg a görög élvonalban szerepel. 
Hazai mérkőzéseiket a 7000 fő befogadására alkalmas Véria Stadionban játsszák.

## Történelem
A klubot 1960-ban, két csapat (Hermesz, Vermion) egyesülésével alapították. Leginkább alacsonyabb osztályokban szerepeltek, de több alkalommal voltak bajnokok a másod (1966, 1970, 1977), a harmad (2005, 2010) illetve a negyedosztályban (2003).
A 2011–2012-es szezon végén a 2. helyen zártak a másodosztályban és feljutottak az első osztályba.

## Sikerei
Görög másodosztály
1. hely (3): 1966, 1970, 1977
2. hely (1): 2012

## Külső hivatkozások
- Hivatalos honlap (görögül)
- Adatlapja az uefa.com-on (angolul)
- Legutóbbi eredményei a soccerway.com-on (angolul)